# Lohner Pfeilflieger
El Lohner Pfeilflieger o Lohner B.I fue un biplano biplaza de reconocimiento producido por la firma Jakob Lohner de Viena, para la Luftschiffabteilung (Sección Aérea) del Ejército Austrohúngaro, y utilizado antes y durante la I Guerra Mundial.

## Diseño y desarrollo
El diseño del B.I se originó antes de la guerra y fue inicialmente conocido como Pfielflieger (flecha voladora) por sus alas escalonadas de diferente envergadura marcadamente lanzadas hacia atrás, dándole una planta en forma de flecha. Aparte de esta característica, era por otra parte un diseño de biplano biplaza convencional previsto para operar como avión desarmado de reconocimiento. Piloto y observador (o instructor) se sentaban en tándem en una cabina abierta.
Lohner fue perfeccionando el diseño, equipando una variedad de motores cada vez más potentes, de entre 85 y 160 hp producidos principalmente por Austro-Daimler, dando lugar a una serie de designaciones militares desde B.II a B.VI, hasta que finalmente se produjo el B.VII definitivo. Esta última versión fue producida también en una variante armada, designada Lohner C.I.
El primer lote fue producido para la Luftschiffabteilung (Sección Aérea) del Ejército Austrohúngaro a finales de 1912, tras una campaña nacional de recaudación de fondos llevada a cabo por el Aero-Club austríaco. Conocido por entonces como Tipo B, el Ejército recibió 28 aviones antes de pedir a Lohner que desarrollase una versión más apta para el vuelo en zonas montañosas, lo que condujo al B.II que sustituyó en producción al B.I a mediados de 1914. Sin embargo, durante el curso del año 1915, la producción fue brevemente reactivada bajo licencia (junto con la del B.II ya obsoleto por entonces) en Flugzeugwerk Fischamend para su uso como entrenadores.

## Aeronáutica Militar de España

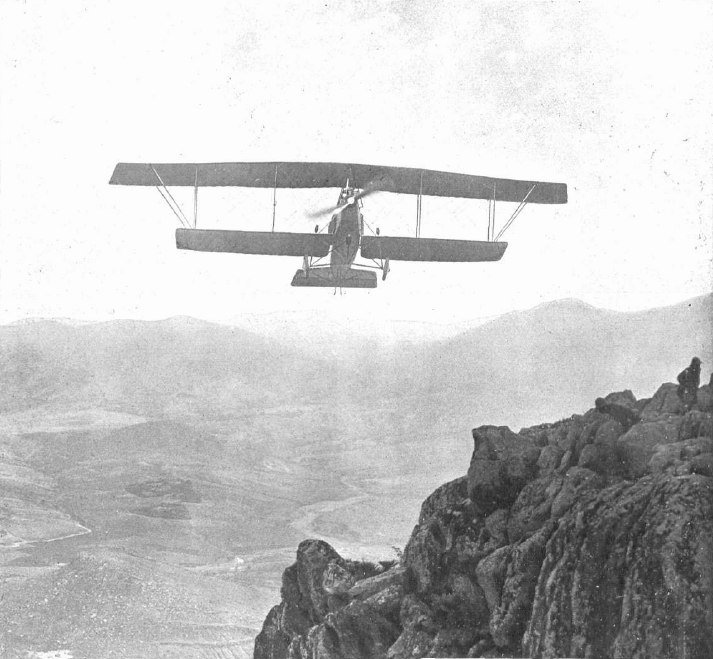
Un aeroplano Lohner Pfeilflieger del Ejército Español volviendo a su base en la zona de Tetuán publicada en 1913.

El Pfeilflieger prestó servicio en la Aeronáutica Militar Española, antecesora del actual Ejército del Aire, entre 1913 y 1917.
Este aparato fue el primer biplano tractor de la aviación militar en España. Para su época, era un diseño avanzado, con una configuración biplano tractor que había de imponerse por muchos años, desterrando a los aeroplanos propulsores (tipo Farman) y a la mayoría de los monoplanos.
La Aeronáutica Militar adquirió seis Lohner en primavera-verano de 1913. Cuatro de ellos formaron parte de la primera Escuadrilla Expedicionaria enviada al protectorado español de Marruecos, al mando del capitán Alfredo Kindelán, establecida en Tetuán en octubre, durante la guerra del Rif. Con uno de ellos, tripulado por los capitanes Eduardo Barrón y Ramos de Sotomayor y Carlos Cifuentes Rodríguez, se efectuó el 5 de noviembre de 1913 (el 24 del mismo mes según ciertas fuentes) el primer bombardeo aéreo de la historia aeronáutica, que se llevó a cabo de forma sistemática y coordinada con auténticas bombas de aviación. Este aparato incorporaba un rudimentario visor de bombardeo Carbonit adquirido en Alemania en 1912, y las bombas Carbonit "Ghota" lanzadas en el sector de Laucién podrían ser de 3 o bien de 10 kg.
Los Lohner continuaron en servicio en el aeródromo de Cuatro Vientos, Madrid, hasta 1917. El avión sirvió a Eduardo Barrón para el desarrollo del Flecha en 1915.

## Variantes
B.I
Diseño original del Pfeilflieger.
B.II
La variante Lohner B.II, una mejor versión acondicionada para el vuelo de montaña.
B.II
Versión de producción con motor Hiero de 63 kW (85 hp), 96 construidos.
B.III
Versión con motores Mercedes de 75 kW (100 hp), Austro-Daimler (versiones de Lohner) de 90 kW (120 hp) o Austro-Daimler (versión de Ufag), 30 construidos.
B.IV
Versión con tren de aterrizaje revisado y motor Mercedes de 75 kW (100 hp), 9 construidos, 8 de ellos por Ufag.
B.V
Versión con motor Rapp de 100 kW (140 hp), 6 construidos.
B.VI
Similar al B.V, 18 construidos.
B.VII
El Lohner B.VII fue la versión definitiva con motor Austro Daimler de 110 kW (150 hp) o de 120 kW (160 hp), 73 construidos.
C.1
Una variante armada basada en el B.VII, equipada con un motor Austro-Daimler de 120 kW (160 hp) y armada con una única ametralladora en un montaje orientable para el observador, 40 construidos.
Flecha
El Lohner Flecha o Barrón Flecha, fue una variante del Lohner B.I desarrollada en España por el ingeniero Eduardo Barrón en 1915. Permanecería en servicio hasta 1919. El Flecha sería usado como plataforma por Barrón para desarrollar un nuevo modelo en 1917, el Barrón W.

## Operadores
Imperio austrohúngaro
- Tropas Imperiales y Reales de Aviación

 España
- Aeronáutica Militar (1913 - 1917)

## Especificaciones técnicas
Referencia datos: Grosz 2002

### Características generales
- Tripulación: Dos (piloto y observador)
- Longitud: 8,50 m
- Envergadura: 13,40 m
- Altura: 3,00 m
- Superficie alar: 37,50 m²
- Peso vacío: 630 kg
- Peso cargado: 970 kg
- Planta motriz: 1× motor lineal Austro-Daimler.
  - Potencia: 70 kW (90 hp)

### Rendimiento
- Velocidad nunca excedida (Vne): 115 km/h
- Régimen de ascenso: 1,40 m/s

### Desarrollos relacionados
- Barrón Flecha
- Barrón W

### Secuencias de designación
- Secuencia B._ (Aviones de la Clase B del KuKLFT (Lohner)): B.I - B.II - B.III - B.IV →

### Listas relacionadas
- Aeronaves históricas del Ejército del Aire de España